# Stefano Terra
Stefano Terra pseudonimo di Giulio Tavernari (Torino, 11 agosto 1917 – Roma, 5 ottobre 1986) è stato uno scrittore, giornalista e poeta italiano, vincitore del Campiello nel 1974 con Alessandra, del Premio Viareggio nel 1980 con "Le porte di ferro" e del Premio Scanno nel 1984 con "Albergo Minerva".
(Stefano Terra, da Poesie Inedite, Milano, All'Insegna Del Pesce D'Oro, 1991, pag.19)

## Biografia
Nasce a Torino da madre torinese e padre bolognese. Inizia a lavorare a 13 anni, per rendersi indipendente: operaio alla RIV, fattorino, verificatore dei manometri alla Snia Viscosa. Nel 1937 è guardia di frontiera. Al suo ritorno alla vita civile inizia a frequentare un gruppo di giovani antifascisti . Nel 1941 abbandona l'Italia e riesce a raggiungere al Cairo il gruppo di esuli di Giustizia e libertà (Umberto Calosso, Enzo Sereni, Paolo Vittorelli). Collabora al Corriere d'Italia e diventa redattore capo dei Quaderni di Giustizia e libertà che avevano la loro sede al numero civico 3 di Haret Zoggheb (Kass-El-Nil), sempre al Cairo. In quel periodo si avvicina al pensiero trotzchista. Si sposta momentaneamente in Palestina, dove segue il tentativo, poi fallito, di Enzo Sereni, di organizzare presso il kibbutz di Givat Brenner un sindacato che portasse avanti le istanze delle comunità ebraiche e arabe. A fine 1943 arriva a Roma, pochi mesi prima che venisse liberata dagli Alleati. Nel 1945 è a Milano per dirigere il quotidiano Italia libera. Qui, viene chiamato da Elio Vittorini a Il Politecnico, dove affianca Franco Calamandrei, figlio di Piero Calamandrei (allora deputato e direttore della rivista fiorentina Il Ponte), Franco Fortini, Vito Pandolfi e Albe Steiner, sino alla primavera del 1946. Nello stesso anno viene pubblicato in Francia, a puntate, sul "Populair" di Léon Blum, la traduzione del suo "Il ritorno del prigioniero", "cronaca amara di chi vede il fallimento di una generazione", come scriverà l'autore in una nota autobiografica in appendice a "La generazione che non perdona" (Milano, Bompiani, 1979). Nel 1946 partecipa come osservatore alla Conferenza della Pace che si inaugurerà il 29 luglio a Parigi presso il palazzo del Lussemburgo. Nel 1950 è a Belgrado come corrispondente per la RAI e per l'ANSA, dove rimane per tre anni, seguendo da vicino gli sviluppi di quella che avrebbe voluto essere, o diventare, una nuova terza forza fra i cosiddetti due blocchi (Capitalista/Ovest e Comunista/Est). In quel periodo incontrerà Tito che diventerà protagonista del suo saggio "Tre anni con Tito" pubblicato al suo ritorno in Italia. Successivamente, sarà inviato speciale del quotidiano torinese La Stampa, tra Balcani e Levante. Nel 1968 abbandona il mestiere di giornalista per dedicarsi totalmente alla scrittura.
Muore per un male incurabile nel 1986 all'età di 69 anni a Roma, dove si era stabilito da alcuni anni con la moglie Emilia e la figlia Susanna, dopo un lungo periodo vissuto in Grecia, sua patria d'adozione.
(Stefano Terra, da Poesie Inedite, Milano, All'Insegna Del Pesce D'Oro, 1991, pag.47)

## Opere

### Racconti
- Morte di italiani, Il Cairo, Edizioni Giustizia e libertà, 1942

### Romanzi
- La Generazione che non perdona, Il Cairo, Edizioni Giustizia e libertà, 1942
- Il ritorno del prigioniero, Roma, Edizioni U, 1944
- Rancore, Torino, Einaudi 1946 (ristampa di La Generazione che non perdona)
- Sul ponte di Dragoti bandiera nera, Belgrado, Vidon, 1952
- La fortezza del Kalimegdan, Milano, Bompiani, 1956
- (FR)  Perdu pour les hommes (La Fortezza del Kalimegdan), Parigi, Editions Robert Laffont, 1960 (traduzione in francese di Claude Poncet)
- Calda come la colomba, Milano, Bompiani, 1971
- Alessandra, Milano, Bompiani, 1974
- Il principe di capodistria, Milano, Bompiani, 1976
- La Generazione che non perdona, Milano, Bompiani, 1979
- Le porte di ferro[5], Milano, Bompiani, 1979
- (DE)  Roman Einer Liebe (Alessandra), Berlino, Ullsteinn Verlang, 1979
- Albergo Minerva, Milano, Rizzoli, 1982
- Un viaggio, una vita, Milano, Rizzoli, 1984
- (ES)  Alejandra (Alessandra), Barcellona, Laia, 1988 (traduzione in spagnolo di Hugo García Robles)

### Poesie
- Per un quadro di Rousseau il Doganiere, quattordici poesie di Giulio Tavernari e una stampa di Ettore Sot-Sas, Torino, Grand Didier, 1940
- Quaderno dei trent'anni, Milano, Arnoldo Mondadori Editore, 1957
- L'Avventuriero timido, Parma, Guanda, 1969
- Poesie Inedite, Milano, All'Insegna Del Pesce D'Oro, 1991

### Teatro
- Il nostro grande inverno, dramma in due tempi, Il Cairo, Edizioni Giustizia e libertà, 1942
- Il distaccamento scatenato, atto unico, Il Cairo, Edizioni Giustizia e libertà, 1942

### Saggi
- (FR)  France-Italie, Il Cairo, Masses, 1943
- Italia, Francia ed Europa (appunti per una ricostruzione Europea), in Quaderni di Giustizia e Libertà, serie IV, n.1, luglio 1944, Il Cairo, pp. 13/14/15/16/17
- Tre anni con Tito, Milano, Bocca, 1953
- Il sorriso di una imperatrice, viaggio in Grecia e nel Medio Oriente, Torino, Edizioni Rai, 1958
- Tre anni con Tito, Trieste, Mgs Press, 2004

### Edizioni speciali
- Lunga lettera d'amore, Torino, Vidon, 1951 (Di questa opera sono state stampate dieci copie segnate da A a L rilegate in cuoio. Contiene 32 poesie dedicate a Giannina).